# Otis (DC Comics)
Otis è un personaggio immaginario creato da Richard Donner e Mario Puzo, comparso in vari media inerenti Superman. Compare per la prima volta nel film Superman (1987), mentre la sua prima apparizione nel mondo dei fumetti avviene in Forever Evil (vol. 1) n. 2 (dicembre 2013), creato da Geoff Johns (testi) e Frank Quitely (disegni).
Goffo e ottuso scagnozzo al servizio di Lex Luthor, Otis è ciecamente fedele nei suoi confronti nonostante di contro questi sia solito maltrattato e osteggiato in ogni occasione. Nella sua prima apparizione nel film del 1978 Superman e nel suo sequel del 1980 Superman II, il personaggio è interpretato da Ned Beatty, mentre nell'Arrowverse sono apparsi due sue differenti iterazioni, una interpretata da Robert Baker in Supergirl e una da Ryan Booth in Superman & Lois, nel film DC Universe del 2025 Superman è invece interpretato da Terence Rosemore.

## Biografia del personaggio

### Cinema

#### Serie di film 1978
Nel primo film di Richard Donner Otis, interpretato da Ned Beatty con le voci italiane di Armando Bandini (primo film), Piero Tiberi (secondo film) e Mino Caprio (edizione estesa), è l'imbranato assistente di Lex e principale spalla comica della pellicola, che aiuta il piano del suo capo di lanciare un missile nucleare nella faglia di Sant'Andrea, salvo però venire fermato da Superman e imprigionato nello stesso penitenziario di Lex.
Nel sequel del film, Otis e Lex vengono fatti evadere da Eve Teschmacher con un pallone aerostatico ma, a causa del peso eccessivo che avrebbe caricarlo, il suo capo decide di abbandonarlo in carcere.

#### DC Universe
Otis Berg, interpretato da Terence Rosemore con la voce italiana di Alessandro Ballico, compare nel franchise del DC Universe (DCU).
- In Superman (2025) è uno dei tecnici nella sala da cui Lex controlla le mosse di Ultraman.
- Il personaggio ricomparirà nella seconda stagione di Peacemaker (2022-in corso).[4]

### Universo DC
Otis è un agente della sicurezza impiegato presso la LexCorp che viene brutalmente fatto assassinare da Lex Luthor per testare l'obbedienza di Bizzarro ai suoi ordini dopo averlo creato.

## Concezione e sviluppo
Introdotta nel film Superman, come personaggio secondario originale, per poi venire introdotto nei fumetti, a oltre trent'anni dalla suo debutto, nel secondo albo di Forever Evil, del dicembre 2013, oltre ad essere apparso in varie miniserie slegate dalla continuity principale, nonché in Superman Returns: Prequel Comics n. 3 (21 giugno 2006), che ripercorre, tramite i ricordi di Luthor, gli eventi dei primi due film di Donner.

## Altri media

### Fumetti
- Il personaggio è comparso nel terzo albo del prequel a fumetti di Superman Returns, pubblicato il 21 giugno 2006.
- Otis appare in chiave ricorrente nella serie del 2012 rivolta ai bambini Superman Family Adventures.[6][7]
- Il personaggio appare nel tie-in a fumetti di Young Justice.
- Otis Berg undicesima stagione a fumetti di Smallville, dove è l'assistente personale di Lex Luthor alla LexCorp e nel finale rimane ucciso da Monitor.

### Televisione
- Orville Gump, personaggio ispirato ad Otis e doppiato da William Callaway, compare in un episodio de I Superamici.
- Il personaggio, ribattezzato Otis Ford e interpretato da Malcolm Stewart con la voce italiana di Pietro Ubaldi, compare in un episodio della quarta stagione di Smallville, dove è raffigurato come uno scienziato della LuthorCorp creatore di un gas allucinogeno.
- Otis Beatty, doppiato da Kevin Michael Richardson, compare in Young Justice come capo della sicurezza di Lex Luthor.
- Nell'Arrowverse compaiono due differenti versioni di Otis:
  - In Supergirl Otis Graves, interpretato da Robert Baker con la voce italiana di Andrea Checchi, è il fratello di Mercy Graves ed un fedele sottoposto di Lex Luthor che, dopo essere stato ucciso in missione, viene rianimato da Eve Teschmacher divenendo il nuovo Metallo, salvo morire nuovamente e, dopo Crisi sulle Terre infinite tornare nuovamente in vita come umano.[2]
  - In Superman & Lois Otis Grisham, interpretato da Ryan Booth, è un compagno di carcere di Lex Luthor che questi fa scarcerare assieme a lui incaricandolo di aiutarlo a catturare Bizzarro per trasformarlo in un'arma con cui uccidere Superman e uccidere Lana Lang, sebbene fallisca e si impicchi una volta tornato in prigione.